# Мокшалей
Мокшале́й (рос. Мокшалей, ерз. Мокшалей) — село у складі Чамзінського району Мордовії, Росія. Входить до складу Великомаресевського сільського поселення.

## Населення
Населення — 422 особи (2010; 499 у 2002).
Національний склад (станом на 2002 рік):
- мордва — 92 %